# Lukas Kelly-Heald
Lukas Eric Kelly-Heald (Wellington, 18 marzo 2005) è un calciatore neozelandese, difensore del Wellington Phoenix e della nazionale neozelandese.

## Carriera

### Club
Kelly-Heald ha giocato il suo primo incontro ufficiale il 7 agosto 2021 con il Lower Hutt City nel campionato neozelandese. Nel 2022 è stato acquistato dal Wellington Phoenix che lo ha assegnato alla propria squadra riserve. Nel 2023 è stato promosso in prima squadra.

### Nazionale
Nel 2023 ha partecipato con la Nuova Zelanda Under-20 al campionato mondiale.
Il 5 giugno 2024 è stato convocato dalla nazionale maggiore per partecipare all'OFC Nations Cup. Ha debuttato il 18 giugno nell'incontro della fase a gironi vinto 3-0 contro le Isole Salomone.

## Palmarès

### Nazionale
- Coppa d'Oceania: 1

Figi/Vanuatu 2024